# Black Lagoon
Black Lagoon (ブラックラグーン?, Burakku Ragūn) è un manga scritto e disegnato da Rei Hiroe, pubblicato dal 19 aprile 2002 da Shogakukan sulla rivista seinen Sunday GX. Dai primi sei volumi del manga è stata realizzata una serie anime composta da due stagioni, dirette da Sunao Katabuchi nel 2006, e dai volumi dal sesto al nono una serie OAV diretta sempre da Sunao Katabuchi e pubblicata fra il 2010 e il 2011.
L'anime è stato presentato al Tokyo International Anime Fair nel marzo 2006. La prima stagione è stata trasmessa in Giappone dall'8 aprile al 24 giugno 2006. La seconda stagione Black Lagoon-The Second Barrage, è stata invece trasmessa a partire dal 2 ottobre al 18 dicembre 2006. La serie OAV, Roberta's Blood Trail, è composta di cinque OAV ed è stata pubblicata in Giappone direttamente in DVD e Blu-ray, dal 17 luglio 2010 al 22 giugno 2011.

## Trama
Rokuro Okajima, un semplice impiegato giapponese, viene usato inconsapevolmente dalla compagnia presso cui lavora per i suoi loschi affari. La sua vita cambia per sempre quando viene catturato come ostaggio da un gruppo di mercenari, conosciuti come Lagoon Company, che per denaro non esita a sporcarsi le mani. Sviluppa una forte empatia con i propri rapitori e sceglie di tagliare i ponti con la propria vita grigia e unirsi al gruppo di mercenari, diventando semplicemente Rock.
I membri della Lagoon Company sono specializzati nella consegna delle più disparate merci, compresi esseri umani, e sono in affari con diversi clienti, in particolar modo con l'Hotel Moscow, un'organizzazione legata alla mafia russa. Durante le loro missioni vengono spesso coinvolti in violenti scontri a fuoco, combattimenti all'arma bianca e diverse battaglie navali. La loro base operativa è localizzata nell'immaginaria città di Roanapur in Thailandia, e effettuano i colpi con la loro barca. I membri della Lagoon Company amano ristorarsi allo Yellow Flag, un bar di Roanapur gestito da Bao.
Mentre gli altri membri della Lagoon Company, Dutch e Benny, bene o male apprezzano le qualità intellettive di Rock, il rapporto con Revy, l'unica donna del gruppo, appare immediatamente burrascoso e rischia più di una volta di sfociare in una colluttazione mortale.

## Personaggi

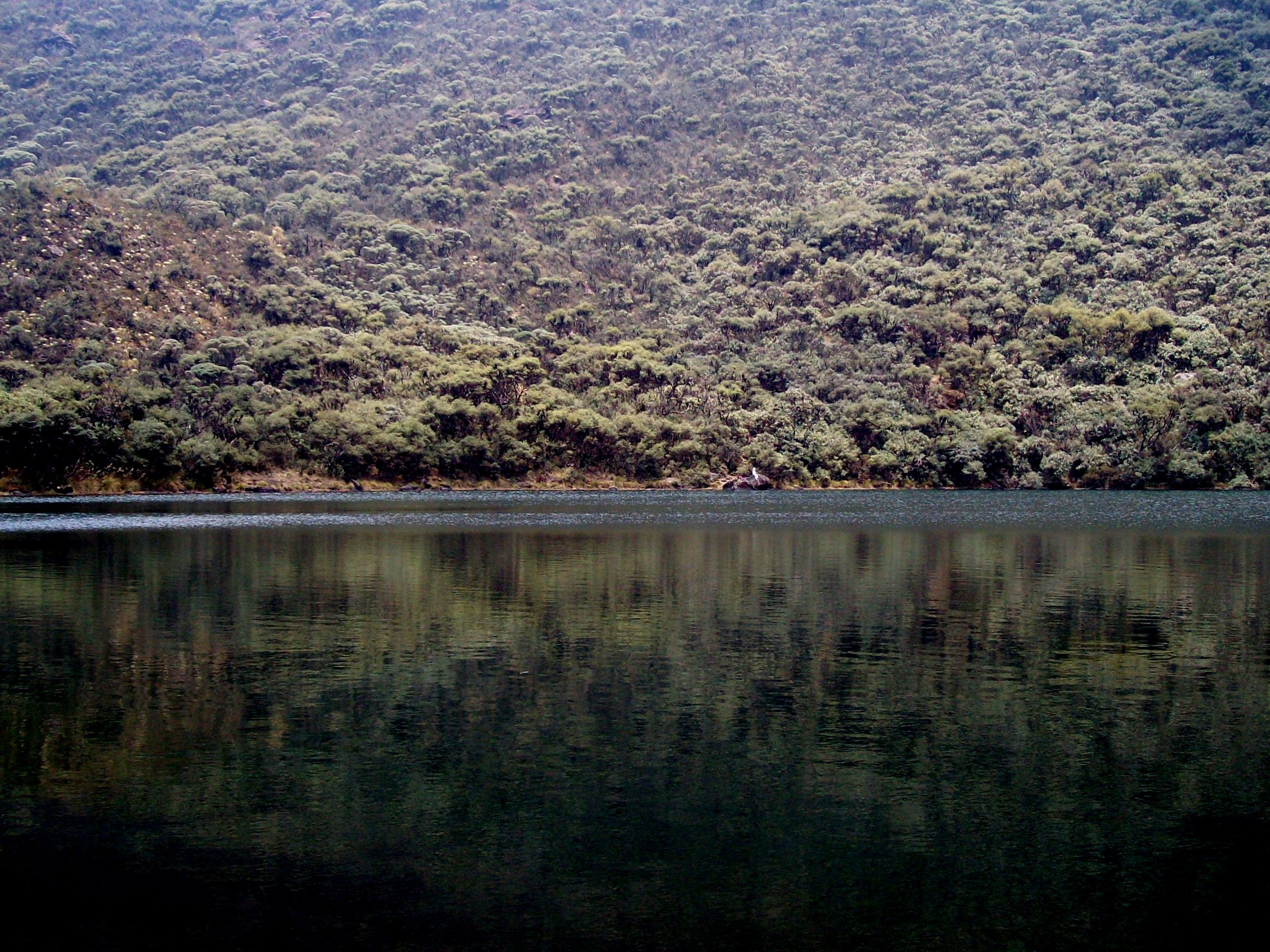
La Lagoon Company. Da sinistra: Benny, Rock, Revy, Dutch.

Rock (ロック?, Rokku)
Doppiato da: Daisuke Namikawa (ed. giapponese), Alessandro Quarta (serie TV), Francesco Calabrese (serie OAV) (ed. italiana)
È il protagonista della serie. Preso come ostaggio dalla Black Lagoon, quando la sua società lo abbandona dopo averlo usato per i propri loschi affari, Rock, di origini giapponesi, sceglie di restare con i propri rapitori e unirsi al gruppo. Non sembra però tagliato per la violenza e l'avventura e in particolare si scontra spesso con Revy. Continua ad indossare camicia e cravatta fino alla fine e riesce ad aiutare la compagnia grazie al suo senso pratico e alle sue conoscenze in vari campi. Ha inoltre una buona capacità deduttiva, di osservazione e di negoziazione diplomatica. Si lascia alle spalle il suo vero nome (Rokuro Okajima) per tagliare i legami col passato ed essere semplicemente Rock.
Revy (レヴィ?, Revi)
Doppiata da: Megumi Toyoguchi (ed. giapponese), Perla Liberatori (serie TV), Vittoria Scognamiglio (serie OAV) (ed. italiana)
È la coprotagonista della serie. Vero nome Rebecca, cresciuta tra violenza e soprusi, è una ragazza cinese dal carattere forte e orgoglioso. Senza scrupoli e cinica, non esita ad uccidere a sangue freddo chiunque le si pari davanti e più volte è sul punto di uccidere persino Rock, il quale è il suo opposto e preferisce sempre la via diplomatica alla violenza. È molto conosciuta nell'ambiente con il soprannome "Two Hands", per il semplice fatto di adoperare sempre due Beretta 92F customizzate 9mm Sword Cutlass. È una ragazza sanguinaria dal passato oscuro e controverso, e spesso cade in una specie di estasi omicida che la rende spietata e letale. Chiama spesso Balalaika "Sorellona" ed ha una forte rivalità/amicizia con Eda, suora killer della Chiesa della Violenza.
Dutch (ダッチ?, Dacchi)
Doppiato da: Tsutomu Isobe (ed. giapponese), Paolo Marchese (serie TV), Jean-Marco Montalto (serie OAV) (ed. italiana)
Leader del gruppo, di origini non specificate e nero di pelle, guida la barca della Lagoon Company ed è spietato quanto Revy, anche se riesce a mantenere un maggior controllo rispetto alla collega. Solitamente adopera una letale Magnum, e predilige i fucili a pompa. Indossa sempre i suoi occhiali da sole scuri, è di fisico imponente e muscoloso e, nonostante tutto, è molto legato ai suoi compagni di viaggio. È lui che mantiene i contatti coi datori di lavoro, specialmente con Balalaika, con la quale sembra abbia molti favori in sospeso.
Benny (ベニー?, Benī)
Doppiato da: Hiroaki Hirata (ed. giapponese), Loris Loddi (ed. italiana)
L'esperto di elettronica e meccanica del gruppo. Non è portato per l'azione, proprio come Rock. Ebreo di nascita, si è trasferito nell'università della Florida ma è stato quasi ucciso dopo un audace colpo cibernetico, dove si è ritrovato contro sia la mafia sia l'FBI. Revy l'ha salvato, ed ora Benny (soprannominato Benny Boy da Dutch) si occupa dell'apparato tecnologico della Lagoon.

## Manga
Attualmente in Giappone il manga conta tredici tankōbon, tutti pubblicati anche in Italia dalla Panini Comics, a partire dal dicembre 2007. Il formato del manga è di 13x18cm, con circa 208 pagine in bianco e nero e con la sovraccopertina. Alla fine di ogni volume è presente una storia extra dai contenuti comici, che stemperano la drammaticità presente in ogni volume.

## Anime

La copertina del primo disco della prima edizione italiana in DVD della seconda serie

La serie anime è composta da due stagioni: Black Lagoon (12 episodi) e Black Lagoon: The Second Barrage (12 episodi) e da una serie OAV: Roberta's Blood Trail (5 OAV).
In Italia la prima stagione di Black Lagoon è stata trasmessa per la prima volta da MTV a partire dal 4 dicembre 2007, all'interno dell'Anime Night. La seconda stagione, intitolata Black Lagoon: The Second Barrage, non è stata mai trasmessa dalla televisione italiana, ma è uscita direttamente in tre DVD, sempre per la Panini Video nel 2008.
La serie OAV, intitolata Roberta's Blood Trail, è composta da cinque OAV incentrati sulla figura di Roberta. La stagione è stata distribuita per il mercato home video dall'editore francese Kazé in un unico box di due Blu-ray Disc e in un altro di due DVD, pubblicati il 15 maggio 2012, è stata doppiata in italiano in Francia da parte dello studio Wantake con un cast di voci diverso e di doppiatori non-professionisti. L'edizione ha scatenato numerose proteste, per esempio tramite le recensioni su Amazon.it o sulle pagine dell'editore su Facebook e Twitter.

### Differenze
Fin dai primi episodi appaiono piccole differenze con il manga, come per esempio la marca della birra che cade mentre la barca della compagnia attacca un elicottero militare. Altre differenze si trovano nell'ordine in cui vengono trasmessi gli episodi, per esempio l'episodio Bloodsport Fairytale nell'anime compare solo nella seconda stagione mentre nel manga è presente nel secondo volume. Anche dell'episodio Rasta Blasta, in cui viene presentato per la prima volta il personaggio di Roberta, nell'anime viene trasmesso come ottavo mentre nel manga si trova come ultimo capitolo del primo volume.

### Omake
Così come nel manga sono presenti capitoli speciali dai toni comici, sono stati realizzati 7 brevi omake distribuiti nell'edizione Blu-ray delle prime due serie.

### Home video
La pubblicazione della prima stagione in tre DVD ad opera della Panini Video ha seguito il passaggio televisivo, iniziando nel gennaio 2008. Anche le prime due serie sono state ripubblicate in DVD e Blu-ray da Kazé nel 2012, ma riutilizzando il doppiaggio pubblicato da Panini Video, casa editrice precedentemente chiusa. L'edizione in Blu-ray è composta di una confezione di due dischi per la prima stagione, pubblicata il 20 giugno 2012, e una per la seconda, pubblicata il 6 giugno 2012. L'edizione in DVD è costituita di un unico box con 6 DVD che raccoglie entrambe le stagioni, pubblicato il 20 giugno 2012.

### Censure
Quando MTV ha acquistato i diritti di trasmissione della prima stagione dell'anime, ha commissionato alla Panini un doppiaggio della stagione in cui sono stati epurati molti dialoghi ritenuti troppo scurrili. Nonostante ciò, il doppiaggio si presenta spinto, a differenza di molti anime trasmessi dalla stessa MTV (ad esempio la censura di Gintama). La versione presente nei DVD è la stessa versione trasmessa su MTV (ossia censurata nei dialoghi), mentre la seconda stagione è stata editata solo in DVD dalla stessa Panini, con un doppiaggio più fedele all'originale.

### Colonna sonora
1. Red fraction (Opening version)
2. Tear Drops to Earth
3. Asian Comfort
4. Don't Stop!
5. Samara Samanda
6. A Cold Wind in My Mind
7. Make A Bet
8. El Sol se Recuesta
9. Seasonal Wind
10. 66 steps
11. The World of Midnight
12. Dark Side of the Moon
13. Tadpole Dance
14. Let Me Know Your Name
15. After the Rain
16. It's an Easy Afternoon
17. Behind the Clouds
18. The Anthem of the Aryan Socialist Union
19. Melting Brain
20. The Way to Last Night
21. Peach Headz Addiction
22. Don't Look Behind (requiem version)
23. Father's Chest
24. Don't Let Me Join Now
25. Foxy Doll
26. Rock the Carnival
27. Mad Club
28. Don't Stop! (Guitar version)
29. Don't Look Behind (Ending version)

#### Sigle
Sigle di apertura
- Red Fraction di Mell

Sigle di chiusura
- Don't Look Behind degli EDISON
- The world of midnight di Minako "mooki" obata (solo nell'episodio 15)
- Peach Headz Addiction dei Breath Frequency (solo nell'episodio 24)

## Light novel
Nel 2008 è stata pubblicata in Giappone una light novel scritta da Gen Urobuchi e illustrata da Rei Hiroe.

## Riferimenti ad altre opere
Sia nel manga che nelle due stagioni anime vi sono diversi riferimenti e citazioni da altre opere:
- Nell'episodio 12 della prima serie anime, Leigharch cita i klingon ed il comandante Jean-Luc Picard. Questi due riferimenti sono fatti a Star Trek: i primi sono una razza aliena ricorrente in tutte le serie di Star Trek, mentre il secondo è il comandante della USS Enterprise (NCC-1701-D), astronave protagonista della serie Star Trek: The Next Generation e del film Generazioni.
- I nomi di Hänsel e Gretel sono un riferimento alla fiaba Hänsel e Gretel dei fratelli Grimm.
- Un'altra citazione è fatta da Shining, film del 1980 diretto da Stanley Kubrick: un cameriere sopravvissuto alla furia distruttrice di Hänsel e Gretel descrive questi ultimi come «due gemelli pressoché identici, vestiti come se fossero a lutto. Due ragazzini inquietanti, roba tipo Shining». Un'ulteriore citazione dal film viene fatta nel manga, dove Gretel canta a Rock "Midnight, the star and you"; questo riferimento è perso nell'anime in quanto la canzone è stata sostituita da "The World of Midnight".
- Il fucile utilizzato da Gretel è un B.A.R M1918, lo stesso che si può vedere nel telefilm Combat! e nel film Salvate il soldato Ryan.
- Mr. Chang è ispirato ai personaggi interpretati da Chow Yun-Fat in vari film diretti da John Woo. Esattamente come Mr. Chang, infatti, anche i personaggi interpretati dall'attore cinese vestono in maniera elegante, sparano usando due pistole alla volta e portano sempre un paio di occhiali da sole scuri.
- Una citazione viene fatta anche da Terminator: Roberta mostra, infatti, abilità più consone a un cyborg che a un essere umano ed è per questo che Rock, osservando la sua furia distruttrice, commenta: «Quello è un robot assassino venuto dal futuro. La sola differenza con il film è che non c'è Arnold Schwarzenegger»[8]. Oltretutto durante l'inseguimento Roberta corre con le braccia diritte rincorrendo l'auto della Lagoon company per poi spaccare il vetro del lunotto posteriore e aggrapparsi al veicolo, a quel punto Dutch spara con il fucile gridando «Giù la testa!», è praticamente la stessa scena dell'inseguimento del T-1000 in Terminator 2 - Il giorno del giudizio. Anche precedentemente dopo l'esplosione del bar Yellow Flag, il modo in cui Roberta esce dalle fiamme è molto simile alla medesima scena di Terminator 2.
- Altro riferimento è riservato al film El Mariachi, dove il protagonista nasconde delle armi in una custodia per chitarra, proprio come fa Roberta nascondendole in una valigia.
- Alla fine dell'episodio 18 "Mr. Benny's Good Fortune" viene fatta una citazione dalla serie manga e anime Neon Genesis Evangelion. Difatti, Eda, parlando della missione appena conclusasi, esclama "Dio è in Paradiso e sulla Terra tutto va bene", motto dell'Organizzazione paramilitare Nerv.
- Nell'episodio 9 della prima stagione Dutch fa un riferimento al famoso attore Giuliano Gemma, protagonista di alcune pellicole Spaghetti Western.

## Accoglienza
Nel marzo 2018 si è tenuto un sondaggio sul sito Goo Ranking riguardante i personaggi maid più amati dai giapponesi e Roberta è arrivata al dodicesimo posto con 85 voti.